# Phenacoccus manihoti
Phenacoccus manihoti  (лат.) — вид полужесткокрылых насекомых-кокцид рода Phenacoccus из семейства мучнистые червецы (Pseudococcidae).

## Распространение
Южная Америка: Бразилия, Аргентина, Боливия, Колумбия, Парагвай. Афротропика: Ангола, Бурунди, Гвинея, Заир, Замбия, Кения, Мозамбик, Нигерия, Руанда, Сенегал, Судан, Танзания, Того.

## Описание
Питаются соками таких растений, как маниок съедобный (Manihot esculenta, Euphorbiaceae), Cyperaceae: сыть; Fabaceae: соя культурная (Glycine max); Lamiaceae: Ocimum; Malvaceae: Sida carpinifolia; Nyctaginaceae: Boerhavia diffusa; Portulacaceae: Talinum; Rutaceae: цитрус; Solanaceae: паслён. Среди врагов отмечены представители семейств Anthocoridae, Cecidomyiidae, Coccinellidae, Drosophilidae, Encyrtidae, Hemerobiidae, Phytoseiidae, Signiphoridae, Staphylinidae.
Таксон Phenacoccus manihoti включён в состав рода Phenacoccus вместе с видами P. herreni, P. hurdi, P. madeirensis, P. baccharidis, P. solani, P. solenopsis, P. tucumanus, P. marlatti, и другими. Видовое название происходит от родового имени растения-хозяина (маниок, Manihot), на котором происходит развитие червецов.
Отмечена мирмекофильная ассоциация мучнистых червецов Phenacoccus manihoti на кассаве с муравьями родов Camponotus, Crematogaster и Pheidole (Hymenoptera: Formicidae) (Cudjoe, Neuenschwander & Copland, 1993).